# اتحاد النقابات العمالية التركية
اتحاد نقابات العمال التركية (بالتركية: Türkiye İşçi Sendikaları Konfederasyonu) اتحاد النقابات العمالية التركية ، المعروف باسم (ترك-إش) ، هو أحد مراكز النقابات العمالية الوطنية الأربعة الكبرى في تركيا . تم إنشاؤه في عام 1952 وهو الأقدم بين المراكز الأربعة، حيث كان المنظمة النقابية الوحيدة التي نجت من الانقلاب العسكري في تركيا عام 1980 م .
يشتهر اتحاد نقابات العمال التركية اليوم بشكل أساسي بأبحاثه وتحليلاته للاقتصاد التركي.[بحاجة لمصدر] أظهر بحث أجراه معهد الإحصاء التركي في يناير 2020 حول تكلفة المعيشة للأسر في الجمهورية التركية أن الإنفاق الغذائي الشهري (حد الجوع) لأسرة مكونة من أربعة أفراد مطلوب لتوفير نظام غذائي صحي ومتوازن وكافٍ هو 2219.45 ليرة تركية. 
بالإضافة إلى نفقات الغذاء، فإن إجمالي مبلغ النفقات الشهرية الأخرى المطلوبة للملابس والسكن (الإيجار والكهرباء والمياه والوقود) والنقل والتعليم والصحة والاحتياجات المماثلة (خط الفقر أو حد الكفاية) لنفس التاريخ سيكون 7229.49 ليرة تركية. 
يبلغ عدد أعضاء اتحاد نقابات العمال التركي 1.75 مليون عضو، وهو تابع للاتحاد الدولي للنقابات ، والاتحاد الأوروبي للنقابات . وهي أيضًا عضو في اللجنة الاستشارية النقابية التابعة لمنظمة التعاون الاقتصادي والتنمية .

## أنظر أيضاً
- اتحاد نقابات العمال العامة
- اتحاد نقابات العمال الحقيقية التركية
- اتحاد نقابات العمال الثورية في تركيا